# Lăzești-i fatemplom
A lăzești-i fatemplom műemlék Romániában, Fehér megyében. A romániai műemlékek jegyzékében az AB-II-m-B-00242 sorszámon szerepel.